# Spark (logiciel)
Pour les articles homonymes, voir Spark.
Spark est un logiciel libre (GNU LGPL) client de messagerie instantanée pour le réseau standard ouvert Jabber (XMPP) développé en Java.

## Fonctionnalités
Spark intègre les fonctionnalités suivantes :
- ressources ;
- priorités ;
- services ;
- annuaires ;
- transports (passerelles) ;
- discussions en groupe, Multi-User Chat (MUC) ;
- chiffrement SSL/TLS ;
- chiffrement OpenPGP entre utilisateurs ;
- transfert de fichiers ;
- avatars ;
- VoIP via Jingle (Jabber).